# 根纳季·赫瓦托夫
根纳季·亚历山德罗维奇·赫瓦托夫（俄语：Геннадий Александрович Хватов，1934年5月3日—2020年11月11日），苏联军事人物，海军上将，曾任太平洋舰队司令。

## 生平
1934年生于雅罗斯拉夫尔州米什基诺。1952年至1956年在列宁共青团高等海军潜艇学校学习。1958年加入苏联共产党。历任潜艇副艇长、艇长、潜艇支队参谋长。1973年毕业于海军学院。1976年毕业于总参军事学院，任太平洋舰队第26潜艇支队队长。1978年任潜艇第4区舰队参谋长。1980年任勘察加区舰队司令。1983年任红旗太平洋舰队参谋长。1986年升任司令。1988年5月率领三艘军舰访问朝鲜。1993年俄罗斯岛发生士兵营养不良死亡事件后被解职。同年退役。2009年成为符拉迪沃斯托克荣誉市民。2020年11月11日逝世。

## 军衔
- 海军中校（1967年6月30日）
- 海军上校（1971年10月27日）
- 海军少将（1977年）
- 海军中将（1981年10月30日）
- 海军上将（1987年5月7日）